# Ulica Łesi Ukrainki w Łucku
Ulica Łesi Ukrainki (przed wojną ul. Jagiellońska) – główny deptak w Łucku, ciągnie się od placu o nazwie Brastki Most aż na główny plac Teatralny, liczy 730 m długości. Ulica jest znana jeszcze z czasów średniowiecznych, odgrywała istotną rolę na przedmieściach Łucka. Z miasta prowadziła na północ i wschód. Przy tej ulicy w różnych okresach wybudowano dziesięć świątyń. Pod koniec XVIII wieku ulica zaczęła się intensywnie rozwijać, wzdłuż niej koncentrowały się budynki od północnej strony miasta. W czasach radzieckich zamieniono ją na deptak. Przy ulicy Łesi Ukrainki mieści się wiele zabytków architektury, tu znajduje się centrum handlowe Łucka.

## Historia
Miejsce to było oddzielone od wyspy rzeką Głuszec. W XII wieku książę Mścisław Władimirowicz na Świętej Górze na przedmieściach ufundował klasztor Zaśnięcia Matki Bożej z cerkwią Zaśnięcia Matki Bożej. Od strony wyspy do klasztoru prowadziła droga. Wydarzenie to stało się powodem do rozwoju tego miejsca, droga otrzymała miano Preczystenska. W XIII wieku Wasylko Romanowicz na sąsiednim wzgórzu sfinansował budowę klasztoru oraz cerkwi św. Bazylego.
W czasach litewskich powstał szereg obiektów sakralnych. Od połowy XIV wieku znana jest nazwa – Pomostyczi. W tym rejonie zbudowano bardzo trwałe umocnienia. Rzeźba terenu sprawiała, że Pomostyczi były nie tylko odpowiednim miejscem dla gospodarowania, ale też doskonałym terenem dla umocnień. Dlatego w czasach książęcych od strony północnej usypano jeszcze jeden wał. Najprawdopodobniej właśnie w XV wieku wzdłuż drogi w Pomostyczach powstało większość cerkwi. W XVI wieku w okolicy funkcjonowało osiem świątyń i klasztorów.

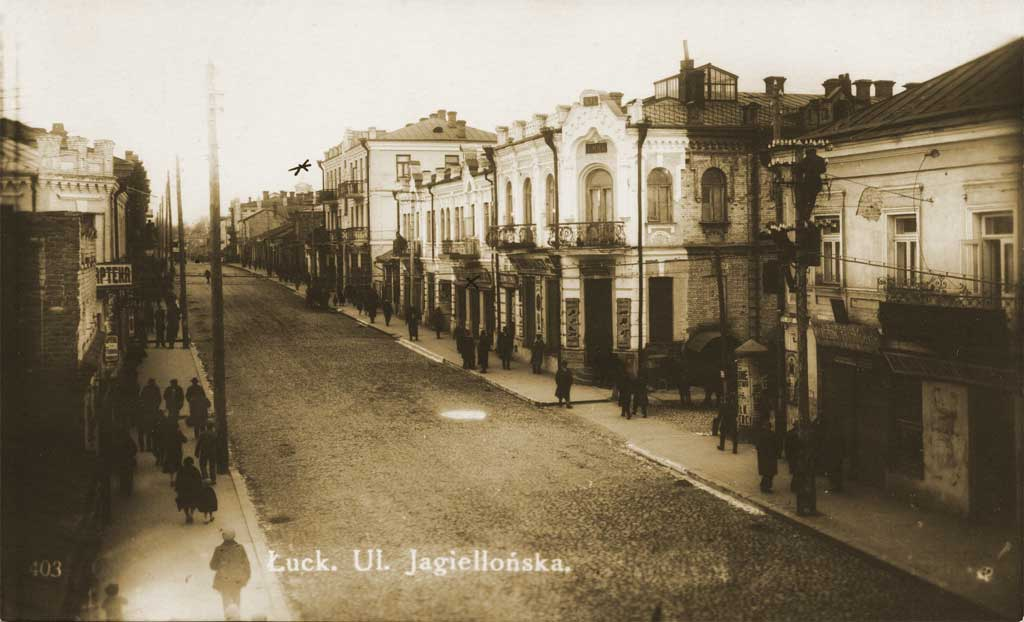
Ulica na początku XX wieku

W drugiej połowie XIX wieku ulicę poddano restauracji, w tym okresie odnotowuje się jej rozwój. W latach sześćdziesiątych XIX wieku przez Łuck poprowadzono drogę na trasie Kijów-Brześć, miała ona strategiczne znaczenie. Trasa ta prowadziła właśnie omawianą ulicą. Fakt ten wpłynął na jej znaczenie i prestiż. Była to bita droga, otrzymała nową nazwę – Szosowa. Z czasem instytucje miejskie zaczęły przenosić się z wyspy w rejon ulicy Szosowej. Centrum miasta przesunęło się na północ, wzdłuż tej ulicy. W okolicy Paradnego Rynku zbudowano kryty dachem cyrk z licznymi atrakcjami, a w 1870 roku niedaleko klasztoru Trynitarzy powstał pierwszy Park Miejski. Naprzeciw parku stanęły dwa kina – «Modern» i «Renesans».

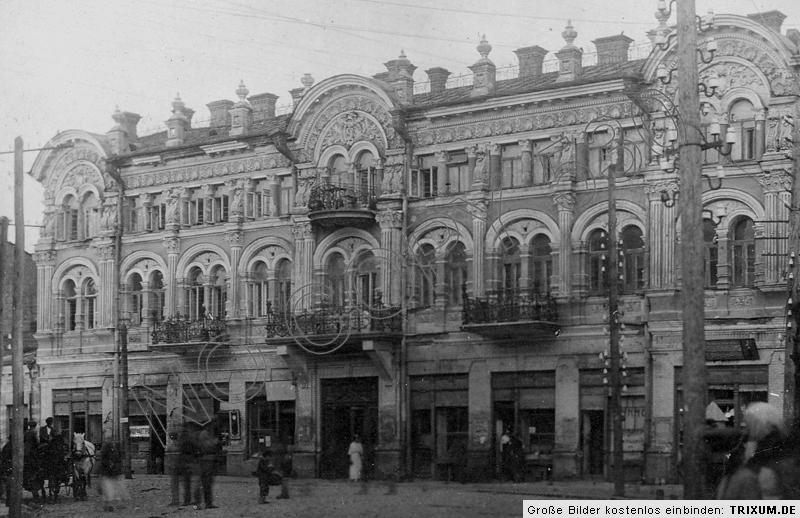
Dom Kronsztejnów

Istotną rolę odegrał tak zwany styl nietynkowany. Wykorzystywano nietynkowaną cegłę w różnych kolorach i formach z bogatą ornamentyką. Na zwieńczeniach niemal każdego budynku były elementy dekoracyjne – attyki o różnych kształtach. Różnokolorową cegłą oddzielano cokół budynku, stosowano nadproża, gzymsy, ozdobne obramowania, które wypełniały ornamentalne płaskorzeźby z alabastru. We wszystkich niemal budynkach występowały elementy kute: balkony, pojemniki na kwiaty, siatki, daszki, ogrodzenia, balustrady. W 1894 roku z inicjatywy bractwa Podwyższenia Krzyża Pańskiego w Łucku na skraju ulicy wybudowano kapliczkę z kopią Iwerskiej Ikony Matki Bożej. Nieco dalej umieszczono pomnik cara Aleksandra III wykonany z brązu i granitu. W tym czasie wiele wspaniałych budynków przy ulice Szosowej ufundowała rodzina Kronsztejnów. Były tam budynki w stylu włoskiego renesansu oraz domy w stylu pseudorosyjskim. Przykładem stylu rosyjskiego jest budynek Poczty Głównej. Ulica Szosowa stała się swoistym muzeum architektury, w budowlach widać cechy eklektyczne, nowoczesne, stonowane barwy kontrastujące z kolorową nietynkowaną cegłą.

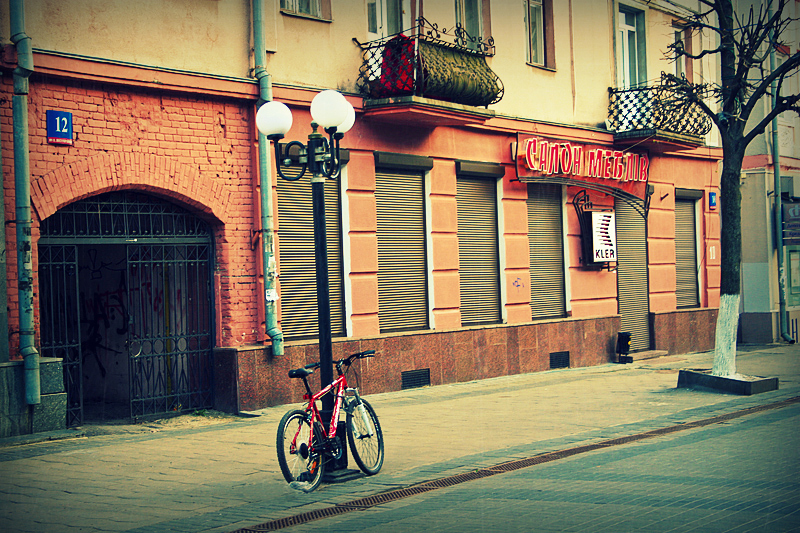
Dziś

W latach 1920–1939 ulica nosiła nazwę Jagiellońska. Podczas II wojny światowej część zabudowy została zniszczona a nazwy ulicy zmieniana na Stalina. Blisko połowa zabudowy została zbombardowana. Po wojnie zmieniono nazwę na Radziecka. Dawne sklepiki przerodziły się w dzielnicę handlową. Na skutek odbudowy po wojnie charakter ulicy uległ znacznej zmianie. W latach osiemdziesiątych ulicę Radziecką przebudowano, została zamknięta dla ruchu kołowego. Wiele domów poddano renowacji, niemniej prawie żaden budynek reprezentujący styl ceglany, nie został odnowiony. Na początku lat dziewięćdziesiątych patronem ulicy została Łesia Ukrainka.

## Dziś
Dziś ulica Łesi Ukrainki to droga piesza, ciągnąca się od Starego Miasta do głównego placu Teatralnego, jest to jedna z najczęściej odwiedzanych ulic Łucka. Podobnie jak dawniej, tak i dziś mieści się tu wiele budynków użyteczności publicznej. Są restauracje, sklepy, biura, budynki mieszkalne, urzędy państwowe. Wśród nich mieści się Sąd Miejski w Łucku, Obwodowe Kuratorium Oświaty, college medyczny.
| Nr | Opis | Widok |
| -- | --- | ----- |
| 2  | Dom Kronsztejnów, zbudowany w 1890–1894. W 1928 roku usunięto dekoracje i otynkowano. Obecnie mieści Collegium Medicum. |       |
| 5  | Najstarszy dom na ulicy. Zabytek z XIX wieku. Restaurowany.                                                             |       |
| 13 | Przykład budownictwa z przełomu XIX i XX wieku.                                                                         |       |
| 32 | Dom w stylu secesyjnym. Został zbudowany w latach 1920 dla Towarzystwa «Granberg i Grinberg Sztokholm-Petersburg».      |       |
| 53 | Zabytek z przełomu XIX i XX wieku.                                                                                      |       |
| 61 | Budynek eklektyczny. Zabytek z początku XX wieku.                                                                       |       |

## Galeria

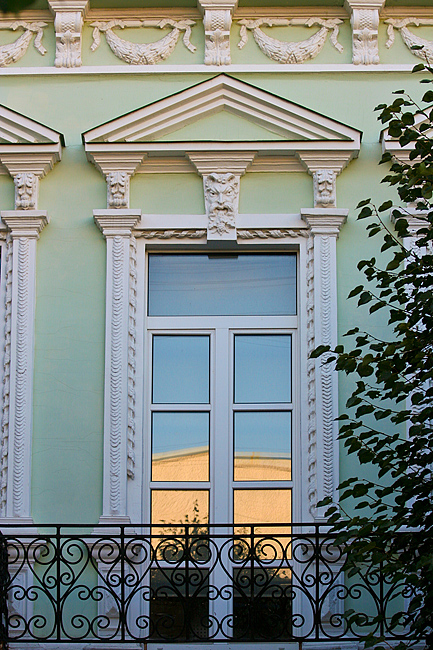
Fragment fasady
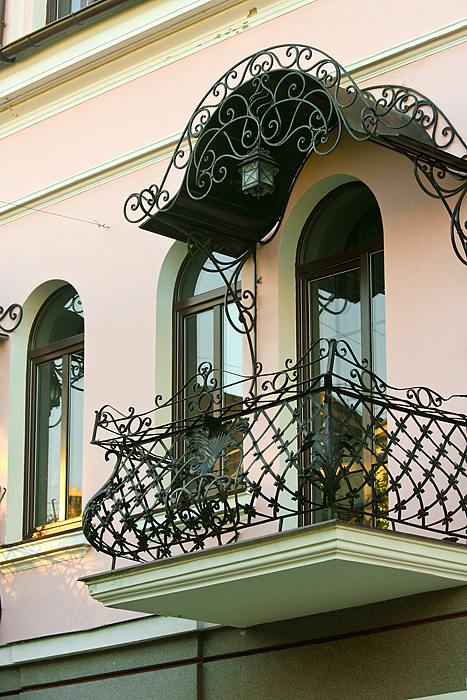
Balkon
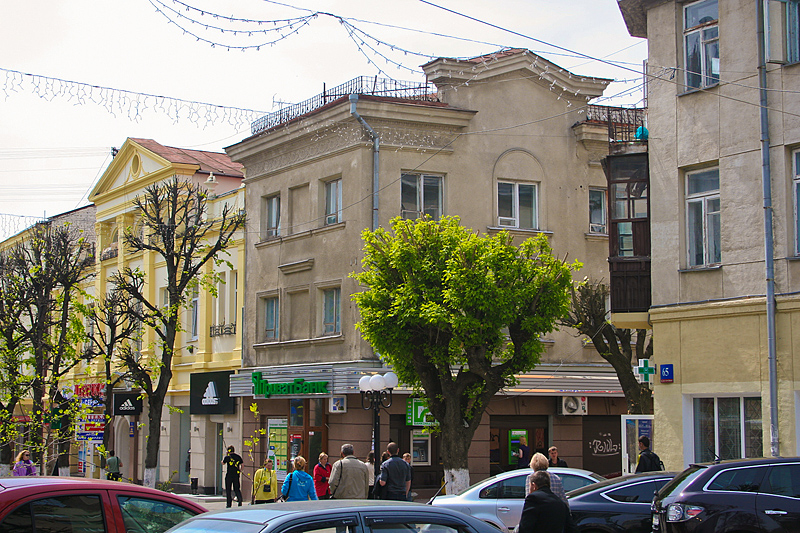
Na ulicy